# 斯皮克 (阿拉巴馬州)
斯皮克（英語：Speake）是一個位於美國阿拉巴馬州勞倫斯縣的非建制地區。該地的面積和人口皆未知。

## 地理
斯皮克的座標為34°24′57″N 87°10′03″W / 34.41583°N 87.16750°W，而該地的平均海拔高度為198米（即650英尺）。